# 三菱・8A8型エンジン
三菱・8A8型エンジンは、1999年から2008年まで、三菱自動車工業によって製造されたV型8気筒エンジンである。
現在までに生産に至った唯一のエンジンが4500ccの8A80であり、アルミ合金製のシリンダーブロックとDOHCヘッドにGDIを組み合わせた、三菱自動車史上最大の大排気量エンジンであった。三菱のフラッグシップカーのエンジンとして、事実上三菱・プラウディア(とロングボディ版である三菱・ディグニティ、韓国版であるヒュンダイ・エクウス)専用エンジンでもあった。しかしトヨタ・センチュリー、日産・プレジデントの国産フラッグシップカー両巨頭の壁は厚く、FFレイアウトに拘ったプラウディアとディグニティの売り上げは当初から低迷。2000年7月に発生した三菱リコール隠し問題による三菱自工全体の業績悪化が直撃し、三菱ではデビューから僅か1年程度で販売終了となってしまった。
三菱自工初のアルミ合金製オープンデッキV型シリンダーブロックを採用したエンジンであり、横置きエンジン配置によりボアピッチを95mmに抑え、エンジンの短縮化が図られた。アルミ合金の採用により、他社のV8エンジンと比較して約45kgの軽量化と80mmの短縮化を実現している。
エンジンブロックは低圧重力鋳造で製造され、シリンダー壁には2mmのドライライナーが使用されている。燃焼室はウェッジ型で、吸気ポートはその上部に垂直に配置される。ピストン上部は凹型の非対称形状で、エンジンブロックはクランクシャフトの中心で分割される2分割式の構造を持つ。また、冷却水通路やエンジンブリーザーチャンバーは吸気マニホールドの下に鋳造され、エンジンと一体化されているため、6G74型V6エンジンと比較して、わずか10kgの重量増に抑えられ、全長も50mmしか延長されていない。
燃料供給システムには、カムシャフト駆動の5MPaインジェクターポンプが搭載され、高圧スワール式インジェクターに燃料を供給する三菱のGDI（ガソリン直噴）技術を採用。噴射のタイミングや空燃比を変える3つのモードが用意されている。吸気バルブの直径は35.5mm、排気バルブの直径は30.5mmで、カムシャフトはベルト駆動の2ステージ機構によって作動する。バルブはスイングアーム式ロッカーアームで開閉し、油圧ラッシュアジャスターが組み込まれている。
クランクシャフトは鍛造製で5ベアリング式の支持構造を採用し、6つのカウンターウェイトを備える。クランクピンには2本のコンロッドが装着され、振動抑制と耐久性の向上が図られている。
三菱自工は、プラウディア・ディグニティの開発に共同参加していた韓国の現代自動車と協力し、コスト低減を目指した。DOHCヘッドやGDI直噴システム、電装は三菱自工と三菱電機が生産を担当し、エンジンのアルミニウムブロックやピストン、コンロッドなどのブロック側の内部パーツの製造は現代自動車が担当していた。現代自動車が組み立てを担当していた韓国向けのエンジンは、｢オメガエンジン｣と名付けたうえでディグニティと車台を共有する初代ヒュンダイ・エクウスのエンジンとして8A80を2008年まで採用し続けた。8A8型エンジンは、日本国内向けの自製車両に搭載されるエンジンとしては極めて短命に終わったエンジンであったが、2008年に登場した二代目ヒュンダイ・エクウスでは駆動方式がFRとなり、エンジンも自社で新開発したTau V8エンジンに換装された。これにより、名実共に8A8型はその役目を終える事となった。

## 8A80 (日本国外向け・1999年–2008年、日本国内向け・2000年-2001年)
- 排気量 — 4498 cc
- バンク角 — 90度
- 重量 — 230（デュアルエキゾーストを合わせて） ㎏
- ボア — 86 mm[2]
- ストローク — 96.8 mm
- 圧縮比 — 10.7:1
- 最大出力 — 206 kW (280 PS) at 5000 rpm
- 最大トルク — 412 N・m (304 ft・lbf) at 4000 rpm
- 燃料システム — ガソリン直噴GDI
- 環境装置 — 600L EGR、3 x 三元触媒 J-TLEV (平成12年排出ガス規制)